# Hafen Nikopol

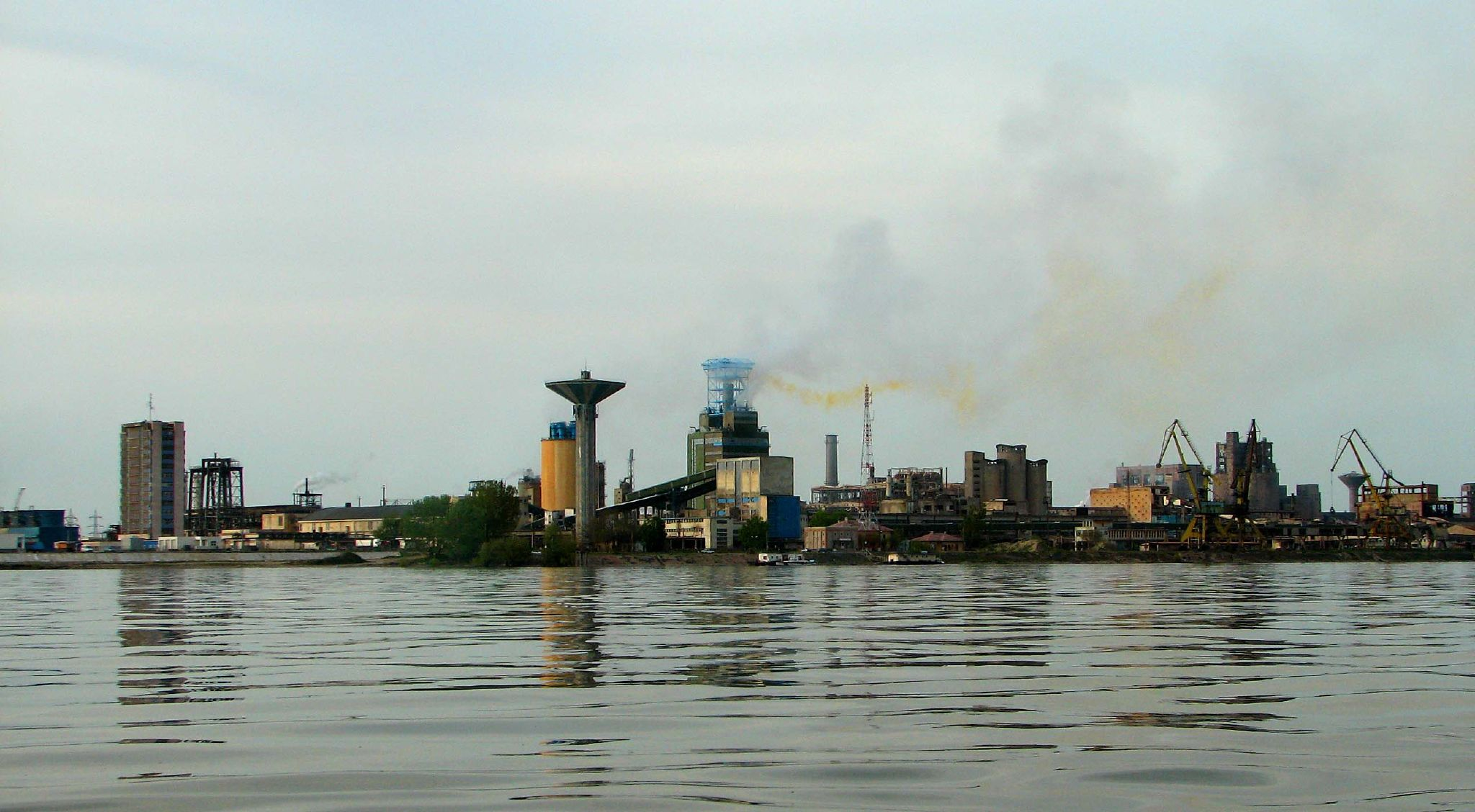
Nikopol (neuere Ansicht)

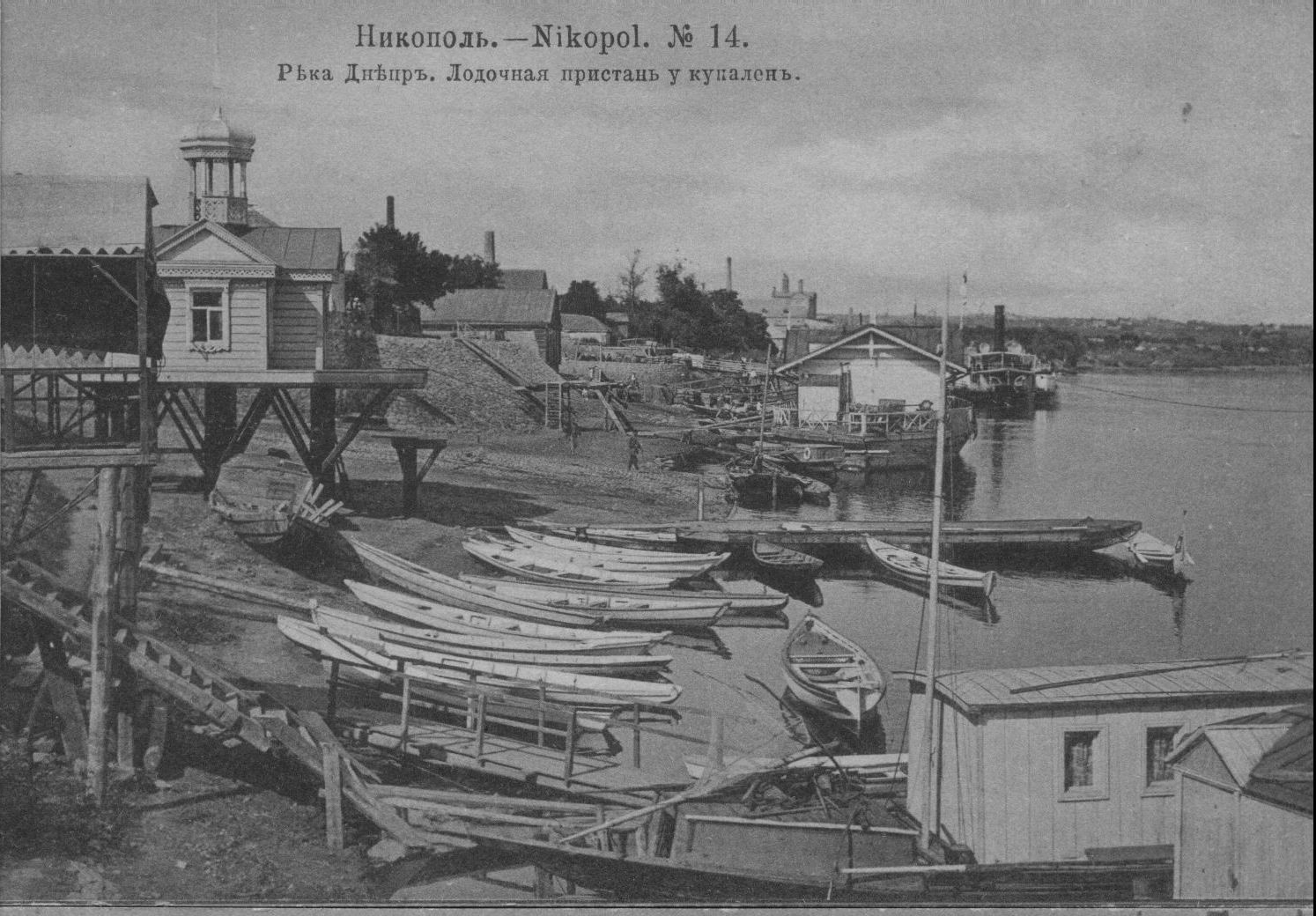
Hafen im 19. Jahrhundert

Der Flusshafen Nikopol (ukrainisch Нікопольський річковий порт Nikopolskyj ritschkowyj port) ist ein ukrainischer Flusshafen am Dnepr in der Oblast Dnipropetrowsk.
In der Stadt sind Kaianlagen seit dem 19. Jahrhundert bekannt, der heutige Hafen stammt aus dem Jahr 1956 und ist seit 1974 Teil der Hafeninfrastruktur von Saporischschja.
Er befindet sich oberhalb des Wasserkraftwerks Kachowka und unterhalb von Dnipro, es werden Passagiere und Schüttguttransporte abgefertigt.